# كرايغ بينز
كرايغ بينز هو لاعب هوكي جليد كندي، ولد في 18 يوليو 1974 في أوتاوا في كندا.

## وصلات خارجية
- كرايغ بينز على موقع دوري الهوكي الوطني (الإنجليزية)
- كرايغ بينز على موقع EliteProspects.com (الإنجليزية)
- كرايغ بينز على موقع HockeyDB.com (الإنجليزية)